# Darren Lynn Bousman

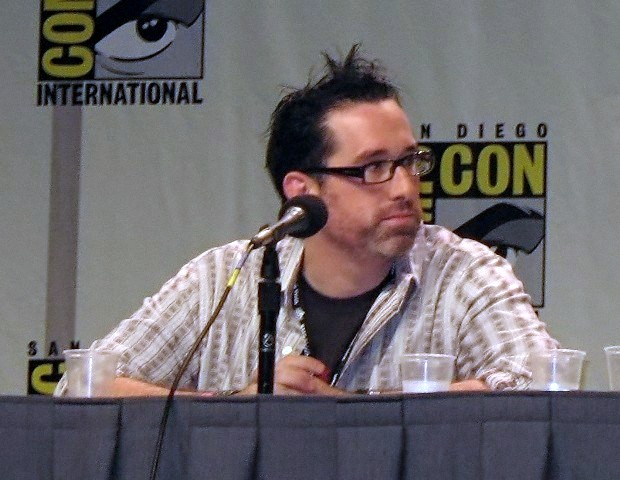
Darren Lynn Bousman 2007

Darren Lynn Bousman (* 11. Januar 1979 in Overland Park, Kansas) ist ein US-amerikanischer Regisseur und Drehbuchautor. Er ist vor allem bekannt als Regisseur der Filme Saw II, Saw III, Saw IV sowie Saw: Spiral und Repo! The Genetic Opera.

## Leben
2001 schloss er als Absolvent sein Filmstudium am „Went to Full Sail Real World Education“ in Orlando, Florida, erfolgreich ab. Sein Abschlussfilm Winter Follies war das Schauspieldebüt von David Blue. Dieser Film wurde im Jahr 2011 in Full Sail University Hall of Fame aufgenommen.
Bousman gab 2005 sein Regiedebüt mit dem Horrorfilm Saw II und drehte kurze Zeit später mit dem Mudvayne Video zu "Forget to Remember" sein erstes Musikvideo. Er ist Mitglied des inoffiziellen „Splat Pack“, eine Gruppierung, den der Filmhistoriker Alan Jones im Total Film Magazin für die moderne Welle der Regisseure von brutal und gewalttätigen Horror-Filmen titulierte. Die anderen „Splat Pack“-Mitglieder sind Alexandre Aja, Neil Marshall, Greg McLean, Eli Roth, James Wan, Leigh Whannell und Rob Zombie.
Bousman leitet gemeinsam mit Gregg Hoffman, Oren Koules und Mark Burg, die Produktionsfirma Twisted Pictures. 2010 inszenierte er mit Mother’s Day – Mutter ist wieder da das Remake des 1980 gedrehten Horrorfilms Muttertag.
2012 dreht er zwei Filme, die er auch zusammen mit seiner Frau Laura Bousman produzierte: das Terrence Zdunich Musical The Devil’s Carnival Daneben entstand The Barrens. Anfang Mai 2012 gab Bousman bekannt, dass er die Regie beim mexikanischen Horror-Thriller Cinco De Mayo übernehme.
Mit Saw: Spiral, der im Mai 2021 anlief, inszenierte Bousman einen weiteren Beitrag zur Saw-Filmreihe.

## Filmografie (Auswahl)
- 2005: Saw II
- 2006: Saw III
- 2007: Saw IV
- 2008: Repo! The Genetic Opera
- 2010: Mother’s Day – Mutter ist wieder da (Mother’s Day)
- 2011: 11-11-11 – Das Tor zur Hölle (11-11-11)
- 2012: Jersey Devil (The Barrens)
- 2015: Abattoir – Er erwartet dich! (Abattoir)
- 2018: St. Agatha
- 2020: Death of Me
- 2021: Saw: Spiral (Spiral: From the Book of Saw)